# Centella erecta
Centella erecta là một loài thực vật có hoa trong họ Hoa tán. Loài này được (L.f.) Fernald mô tả khoa học đầu tiên năm 1940.